# Lindesberg (comuna)
Lindesberg (em sueco: Lindesberg kommun;  PRONÚNCIA) ou Lindesberga é uma comuna da Suécia localizada no condado de Örebro. Sua capital é a cidade de Lindesberg. Possui 1 378 quilômetros quadrados e segundo censo de 2018, havia 23 575 habitantes.